# Politikåret 1810

## Händelser
- 10 februari införs en ny riksdagsordning
- 25 juni – Tillförordnade Hans Gabriel Trolle-Wachtmeister efterträder avlidne Carl Axel Wachtmeister som Sveriges justitiestatsminister.[1]
- 25 juni - Fredrik Gyllenborg tillträder som Sveriges Sveriges justitiestatsminister.[1]
- 26 september - Successionsordningen införs i Sverige.[2]

### Fotnoter
1. 1 2  ”Sweden” (på engelska). World Statesmen. http://www.worldstatesmen.org/Sweden.html. Läst 30 juli 2015.
2. ↑  ”Sweden - The Act of Succession” (på engelska). Verfassungsrecht. http://www.servat.unibe.ch/icl/sw02000_.html. Läst 30 juli 2015.